# Себастьян Шонлау
Себастьян Шонлау (нім. Sebastian Schonlau, нар. 5 серпня 1994, Варбург, Німеччина) — німецький футболіст, захисник клуба «Гамбург».

## Ігрова кар'єра
Себастьян Шонлау є вихованцем клубу «Падерборн 07». Починаючи з сезону 2012/13 футболіст був внесений до заявки першої команди. Але не маючи змоги пробитися до основи, сезон 2014/15 Шонлау провів в оренді у клубі Регіональної ліги «Ферль». В подальшому захисник зайняв постійне місце в основі «Падерборна». З яким пройшов шлях від Ліги 3 до Бундесліги.
Перед початком сезону 2021/22 Себастьян Шонлау перейшов до клубу «Гамбург», з яким узгодив контракт до літа 2024 року. Майже одразу Шонлау був призначений новим капітаном команди.

## Досягнення
Падерборн 07
- Другий призер Другої Бундесліги: 2018/19